# Jet Bussemaker
Mariëtte (Jet) Bussemaker (ur. 15 stycznia 1961 w Capelle aan den IJssel) – holenderska polityk, politolog i nauczyciel akademicki, parlamentarzystka, w latach 2012–2017 minister edukacji, nauki i kultury.

## Życiorys
Absolwentka nauk politycznych na Uniwersytecie Amsterdamskim (1986), doktoryzowała się w zakresie nauk społecznych w 1993. Pracowała jako nauczyciel akademicki na macierzystej uczelni oraz na Vrije Universiteit Amsterdam, w 1997 wykładała na Uniwersytecie Harvarda. W latach 1986–1988 była urzędniczką w ministerstwie spraw społecznych i zatrudnienia.
W latach 1992–1995 należała do Zielonej Lewicy, w 1997 dołączyła do Partii Pracy. W 1998 po raz pierwszy uzyskała mandat posłanki do Tweede Kamer. Do niższej izby Stanów Generalnych wybierana ponownie w 2002, 2003 i 2006.
Od lutego 2007 do lutego 2010 była sekretarzem stanu ds. zdrowia, opieki społecznej i sportu w rządzie, którym kierował Jan Peter Balkenende. Po odejściu z administracji państwowej do 2011 pracowała jako konsultant. W 2011 krótko była przewodniczącą organizacji pracodawców MOgroep. W tym samym roku dołączyła do zarządu Uniwersytetu Amsterdamskiego. W listopadzie 2012 powołana na stanowisko ministra edukacji, nauki i kultury w drugim rządzie Marka Rutte. Pełniła tę funkcję do października 2017.